# CODAG
Il sistema CODAG (Combined diesel and gas -- Combinato diesel e gas) è un tipo di propulsione navale per imbarcazioni che richiedono una velocità massima considerevolmente superiore a quella di crociera, in particolare navi militari come  fregate e corvette.

Schema di un sistema CODAG, con trasmissione doppia dei motori diesel

Il sistema consiste in motori diesel per la velocità di crociera e turbine a gas che possono essere inseriti per i tratti ad alta velocità. Nella maggior parte dei casi la differenza di potenza tra il solo motore diesel e il combinato tra diesel e turbina a gas, è così tanta da richiedere eliche a passo variabile per limitare la rotazione in modo che i motori diesel possano continuare ad operare senza cambiare il rapporto di trasmissione degli ingranaggi. Per questo motivo si richiedono tipi di trasmissione multipla. In questo il sistema CODAG si differenzia dal sistema CODOG, che accoppia i motori diesel agli assi/eliche con trasmissione semplice e li disaccoppia all'attivarsi della turbina. Le nuove fregate norvegesi della classe Fridtjof Nansen ad esempio quando utilizzano la sola propulsione diesel hanno un rapporto di trasmissione di circa  1:7,7 che diventa di circa 1:5,3 quando le navi utilizzano simultaneamente entrambi i sistemi di propulsione. Alcune navi arrivano ad avere tre differenti rapporti di trasmissione per i motori diesel: uno quando il motore funziona da solo, un altro quando operano entrambi i motori diesel ed un terzo rapporto quando si attiva la turbina a gas.
Il sistema di propulsione occupa meno spazio, a parità di potenza, rispetto ad un sistema basato solo sui diesel, dato che possono impiegarsi motori più piccoli e che sia la turbina a gas che la trasmissione non necessitano di spazio addizionale. Il sistema CODAG ha un'alta efficienza nell'uso del combustibile dei motori diesel nella navigazione da crociera, permettendo maggiore velocità e riducendo il consumo di combustibile rispetto al solo uso delle turbine a gas. Per contro richiede un sistema di trasmissione più complesso.
La velocità  di crociera tipica delle navi militari con propulsione CODAG è di 20 nodi sfruttando solamente la propulsione diesel, può raggiungere una velocità massima di 30 nodi accoppiando la propulsione diesel con la propulsione a turbina a gas.

## Turbine a gas e motori diesel con alberi differenti
Talvolta viene chiamata propulsione CODAG una disposizione di motore diesel e turbina a gas nella quale ogni propulsore agisce su un proprio asse. questo tipo di installazione semplifica la trasmissione, ma ha degli svantaggi rispetto ad un vero sistema CODAG:
- Devono usarsi più assi/eliche, ma le eliche devono essere più piccole e pertanto meno efficienti.
- Le eliche del sistema quando non sono attive possono essere causa di turbolenze.

## CODAG WARP
Il sistema CODAG WARP (CODAG Water jet And Refined Propeller -- CODAG hidrojet ed elica), è un tipo di propulsione CODAG sviluppato dal costruttore tedesco Blohm & Voss come opzione per le MEKO A-200 SAN della marina sudafricana . Questo sistema usa, per la velocità di crociera, due motori diesel che agiscono come in un sistema CODAD sulle eliche in cui entrambi gli assi delle eliche possono essere azionati indifferentemente da uno dei due motori, e da un idrogetto azionato da una turbina a gas per gli spunti ad alta velocità. Quando l'idrogetto non è in funzione, non è causa di turbolenze, poiché la pompa essendo disposta a poppa in posizione elevata non interferisce con la dimensione delle eliche.

## CODAG elettrico
Il sistema CODAG elettrico, da non confondere con il sistema CODLAG, consiste nell'usare la turbina a gas come un generatore elettrico trasmettendo l'energia generata a dei motori elettrici che come nei sistemi diesel-elettrici vanno ad azionare le eliche. I motori elettrici non sono però collegati direttamente alle eliche ma a degli ingranaggi di trasmissione.